# Vysoká pláň
Der Vysoká pláň (deutsch: Tafelsteinplatte, Hochebene) ist eine Hochebene auf dem westlichen Schlesischen Kamm des Riesengebirges an der tschechisch-polnischen Grenze.

## Lage
Das Plateau, dessen Name Vysoká pláň oder Wysokiej Równiny in der Übersetzung nichts anderes als Hochebene bedeutet, liegt zwischen den Gipfeln des Hohen Rads (polnisch Wielki Szyszak, tschechisch Vysoké Kolo) im Osten und des Veilchensteins (poln. Łabski Szczyt, tschech. Violík oder Labský štít) im Westen und kann über den Weg der polnisch-tschechischen Freundschaft (Kammweg) erreicht werden.
Im Südwesten wird das Gelände durch die etwa 100 Meter tiefer gelegene Labská louka (poln. Łabska Łąka, deutsch Elbwiese) und im Süden durch den Labský důl (Elbgrund) begrenzt. Am nördlichen und östlichen Hang des Vysoká pláň befinden sich die steilen Felshänge der Śnieżne Kotły (tschech. Sněžné jámy, deutsch Schneegruben), zweier ausgedehnter Gletscherkare.
Talorte sind das etwa 7 km südöstlich liegende Spindlermühle (tschech. Špindlerův Mlýn, poln. Szpindlerowy Młyn) auf tschechischer Seite und Szklarska Poręba (Schreiberhau), das knapp 6 km nordwestlich in Polen liegt.

### Nahegelegene Gipfel
|               | Ostroga  | Koralowa Góra    |
| Veilchenstein | Kompass  | Große Sturmhaube |
| Lysá hora     | Goldhöhe | Medvědín         |

## Merkmale
Der höchste natürliche Punkt wird an einer Felsformation bei einer Höhe 1497 Metern über dem Meer erreicht. Diese Felsengruppe mit der für das Riesengebirge typischen Wollsackverwitterung ist unter den tschechischen Namen Krakonošova kazatelna (Riesenkanzel) oder Ďáblova kazatelna (Teufelskanzel) bekannt; die polnische Bezeichnung lautet Czarcim Ambona und im deutschen ist der Name Rübezahlkanzel gebräuchlich.
Die Granitfelsen, die auch die höchstgelegene Felsgruppe im Riesengebirge ist, können über Stufen bestiegen werden und bieten ein großartiges Panorama über das Riesen- und Isergebirge, das Bober-Katzbach-Gebirge, den Landeshuter Kamm und das Hirschberger Tal. Bei klarem Wetter reicht die Sicht bis zur Ślęża (deutsch Zobtenberg) im Sudetenvorland. Zusätzlich ist noch für etwas Nervenkitzel gesorgt, denn unterhalb des Aussichtspunkts stürzen die Felswände über 100 Meter senkrecht in die Große Schneegrube ab.
Daneben, auf einer Höhe von 1490 m, steht der Fernseh- und Rundfunksender Radiowo-Telewizyjny Ośrodek Nadawczy Śnieżnymi Kotłami, der in der ehemaligen Schronisko „Nad Śnieżnymi otłami“ (Schneegrubenbaude) untergebracht ist. Die Ursprünge dieses Gebäudes gehen auf das Jahr 1835 zurück, als durch eine Initiative des Grafen Schaffgotsch hier die erste Jugendherberge zu Beginn des Tourismus im Riesengebirge gegründet wurde.

## Galerie

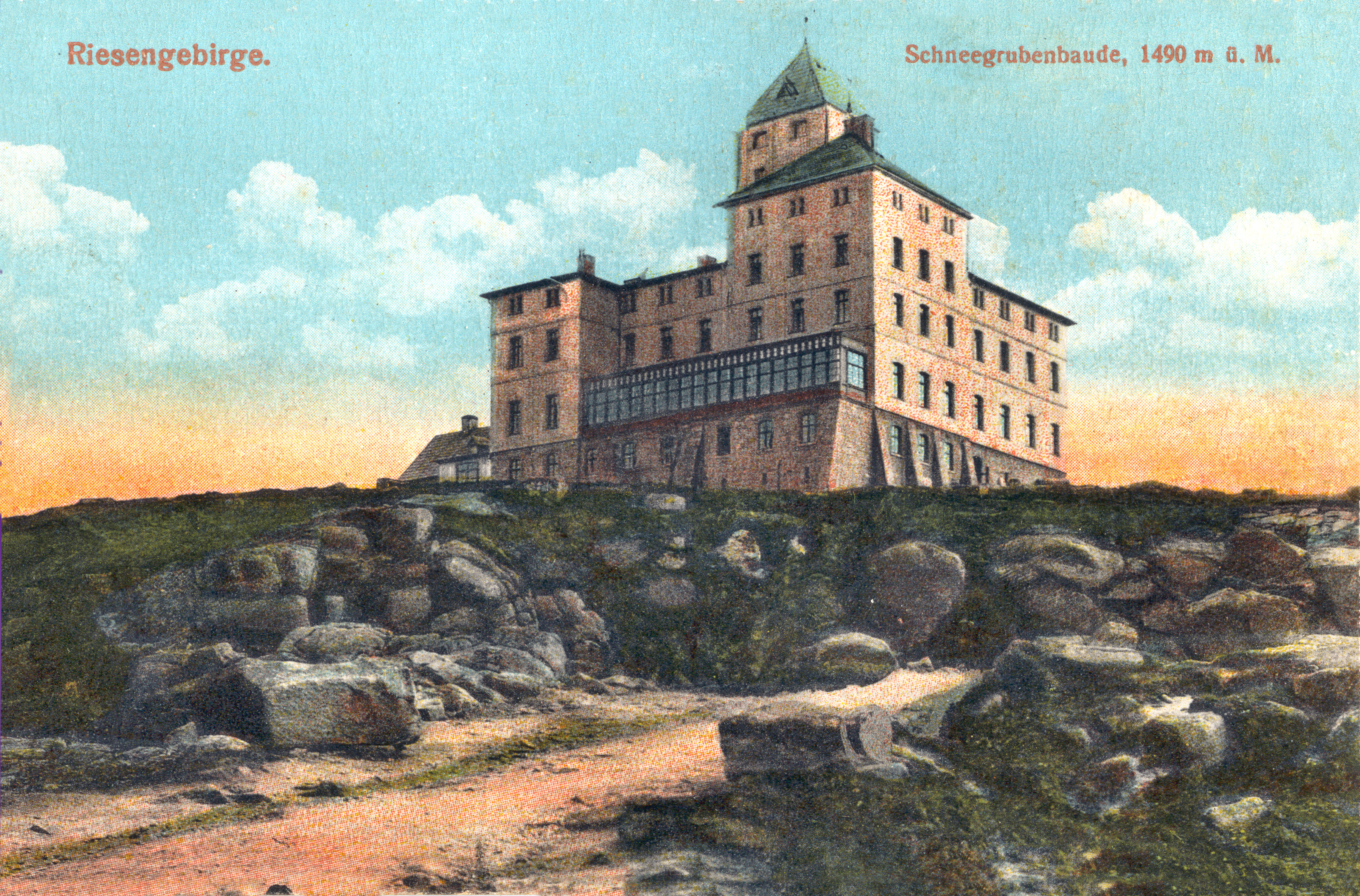
Das Hotel Schneegrubenbaude, Anfang des 20. Jahrhunderts
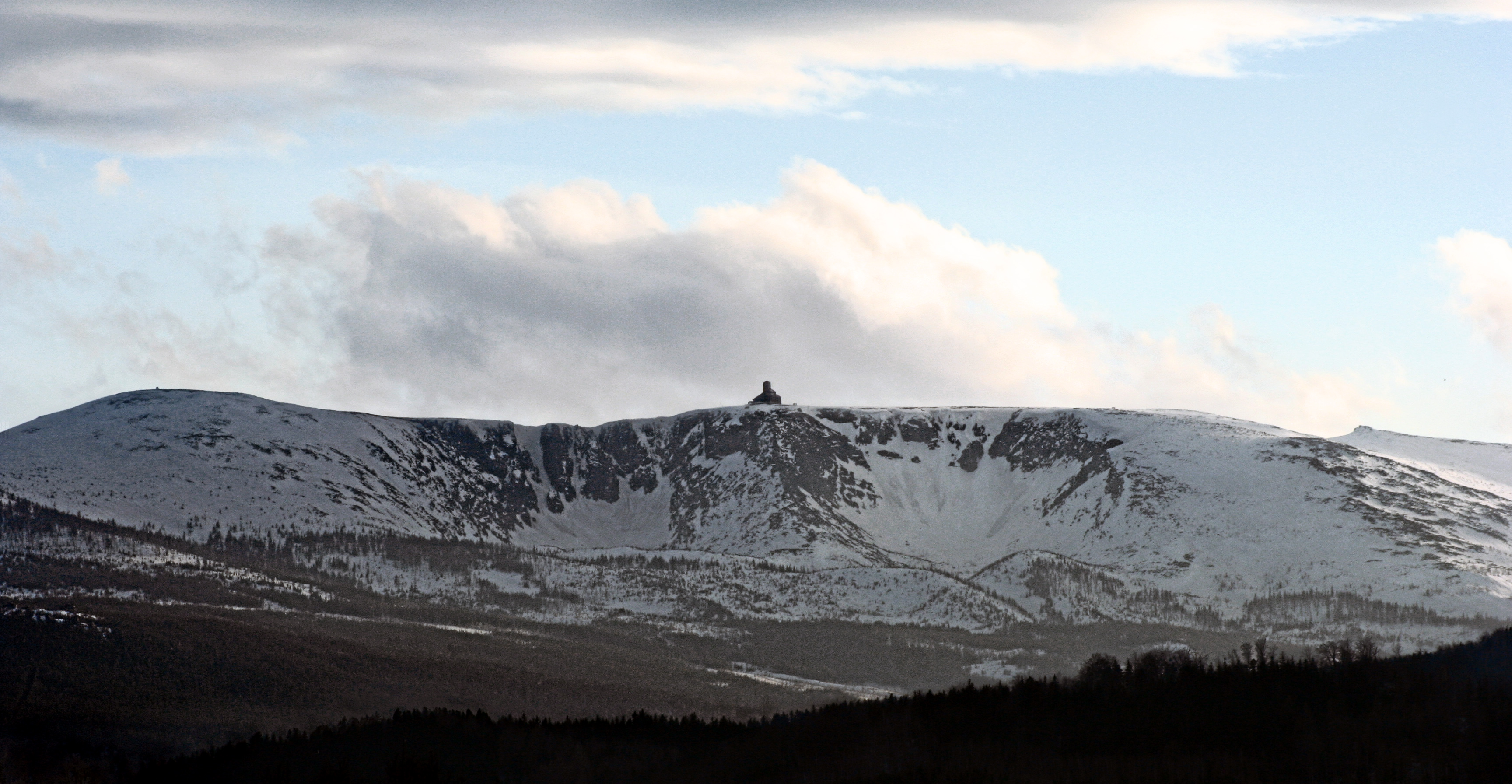
Hohes Rad, Vysoká pláň und die beiden Schneegruben
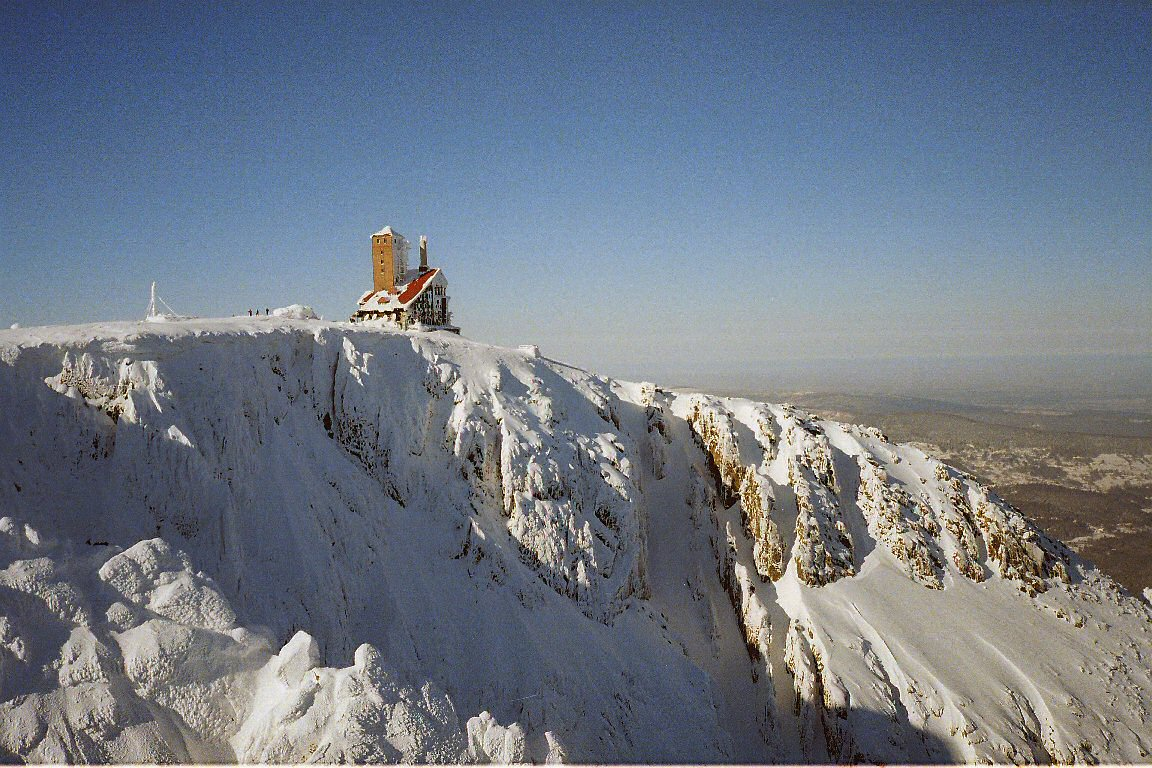
Schneegruben und Sender auf dem Vysoká pláň im Winter